# Canal 13 (Guatemala)
Canal 13 (anteriormente conocido como Trecevisión) es un canal de televisión abierta guatemalteco, propiedad de Albavisión y operado por Chapín TV, Gran parte de su contenido consiste en programación importada (series y dibujos animados) pero también transmite el noticiero T13 Noticias y transmisiones deportivas y emite el programa de Univision, Despierta América.

## Historia
El canal empezó a transmitir el 20 de septiembre de 1978 a color en baja potencia bajo el nombre de Teletrece. Fue fundado por el empresario hondureño nacionalizado guatemalteco José Antonio Mourra, quien también era propietario de Radio Mundial, Tamazul7apa Stereo, Radio Victoria de Mazatenango, Radio Escuintla y Teleonce (fundado en octubre de 1966). Tuvo el control de ambos canales hasta su muerte en 1995. Posteriormente las acciones de los canales 11 y 13 pasaron a manos de Albavisión. En 1996 se adopta el nombre Trecevisión.
Desde el 11 de noviembre de 2022, Trecevisión, junto con los 4 canales de Albavisión Guatemala, hicieron un cambio total de imagen, y desde ese momento, se le conoció nuevamente como Canal 13, luego de 26 años con el nombre e identidad de Trecevisión.